# Клистенис I
„Клистенис Ι“ (на гръцки: Πρόγραμμα Κλεισθένης Ι) е общоприетото име на закон 4555/2018 от юли 2018 за реформа в административно-териториалното деление на Гърция. „Клистенис Ι“ е третата голяма реформа в административната система на страната след „Каподистрияс“ от 1997 година и „Каликратис“ от 2010 година. Кръстен е на древногръцкия законодател Клистен. Приет е от гръцкия парламент през юли 2018 година и влиза в сила от септември 2019 година.
Целта на програмата е да се реформира изборната процедура и да се засилят компетенциите на местните административни единици. Основните промени са:
- общинските избори стават на всеки 4 години, а не на 5 години, както е дотогава;
- общински и регионални референдуми могат да се организират;
- въвеждат се шест типа общини.

Пет дема, създадени със закона „Каликратис“ са разделени на по-малки:
- Областна единица Корфу се разделя на демите Централно Корфу и Диапонтийски острови, Пакси, Северно Корфу и Южно Корфу;
- Областна единица и дем Кефалония се разделя на демите Аргостоли, Ликсури и Сами;
- Дем Сервия-Велвендо се разделя на демите Сервия и Велвендо;
- Областна единица и дем Лесбос се разделя на демите Митилини и Западен Лесбос;
- Областна единица и дем Самос се разделя на демите Източен Самос и Западен Самос.[2]